# هوليس برايس
هوليس برايس (بالإنجليزية: Hollis Price)‏ مواليد 29 أكتوبر 1979 في نيو أورلينز، هو لاعب كرة سلة أمريكي سابق. بدأ مسيرته الاحترافية في سنة 2003. اعتزل اللعب في 2011.

## المسيرة الاحترافية
لعب مع لو مان سارت باسكت في الدوري الفرنسي من سنة 2003 إلى 2005، ثم لعب مع ألبا برلين في الدوري الألماني في موسم 2005–2006، ثم لعب مع إشبيلية في الدوري الإسباني في موسم 2006–2007، ثم لعب مع ليتوفوس رايتس في موسم 2007–2008، ثم لعب مع أولمبيا ميلانو في الدوري الإيطالي في موسم 2009–2010، ثم لعب مع أرتلاند دراغونز في الدوري الألماني في سنة 2010، ثم لعب مع ألبا برلين في موسم 2010–2011.

## روابط خارجية
- هوليس برايس على موقع الدوري الأوروبي لكرة السلة (الإنجليزية)
- هوليس برايس على موقع الدوري الإسباني لكرة السلة (الإسبانية)
- هوليس برايس على موقع كرة السلة الأوروبية.كوم (الإنجليزية)
- هوليس برايس على موقع كلية كرة السلة في سبورتس رفرنس.كوم (الإنجليزية)
- هوليس برايس على موقع ريلجم (الإنجليزية)
- هوليس برايس على موقع بروبوليرز (الإنجليزية)
- هوليس برايس على موقع سبورتس رفرنس (الإنجليزية)